# Aphysotes
Aphysotes is een kevergeslacht uit de familie van de boktorren (Cerambycidae). De wetenschappelijke naam van het geslacht werd voor het eerst geldig gepubliceerd in 1885 door Bates.

## Soorten
Aphysotes is monotypisch en omvat slechts de volgende soort:
- Aphysotes tubericollis Bates, 1885